# 含羞草酸
含羞草酸，又名含羞草氨酸，是一种毒性非蛋白氨基酸，化学性质类似于色氨酸，首先从含羞草（Pimica pudica）中分离出来的。它存在其他一些含羞草属植物中，以及物种密切相关的银合欢属所有成员中。

## 性质
含羞草酸容易融化分解。其盐酸盐在174.5-175.0℃熔化并分解，氢溴酸盐在179.5℃下分解，氢碘酸盐在183.0-183.5℃下分解。含羞草酸是一元酸，但其甲酯可以形成二盐酸盐，C7H9O2N2(COOMe)·2HCl·1⁄2H2O，mp. 175-176℃。

## 生物学功能
含羞草酸通过抑制DNA复制起始而阻止G1期晚期细胞分裂。在反刍动物中，含羞草酸被降解为3,4-和2,3-二羟基吡啶酮（3,4-和2,3-DHP）。
已知一些根瘤菌产生根茎菌素酶，其消耗5'-磷酸吡哆醛以将含羞草酸降解为3,4-二羟基吡啶酮、丙酮酸和铵。由银合欢（Leucaena leucocephala）产生的mimosinase與這種酶相似。